# Завенягин, Авраамий Павлович
Авраа́мий Па́влович Завеня́гин (1 [14] апреля 1901, Узловая — 31 декабря 1956, Москва) — советский государственный деятель, организатор промышленности, инженер-металлург, куратор советской металлургии и атомного проекта, генерал-лейтенант (1945, МВД).
Дважды Герой Социалистического Труда (1949, 1954), лауреат Сталинской премии (1951). Член ЦИК СССР 7 созыва, депутат Верховного Совета СССР 1—2 созывов. Кандидат в члены ЦК КПСС (1934—1939, 1952—1956), член ЦК КПСС (1956).

## Биография
Родился в день памяти мученика Авраамия Болгарского, Владимирского чудотворца, в семье Павла Устиновича и Пелагеи Владимировны Завенягиных на станции Узловая. Русский. Отец работал машинистом паровоза на железной дороге. Мать — из крестьян. 
В 1912 году поступил в Скопинское реальное училище, которое окончил в 1919 году. 
Член ВКП(б) с ноября 1917 года. В 1919—1920 годах — комиссар политотдела дивизии РККА. С 1920 года на партийной работе на Украине. В 1921—1923 годах — секретарь Юзовского окружного[уточнить] комитета КП(б)У. 
С 1923 по 1930 год учился в Московской горной академии по специальности доменщика и одновременно был там управляющим делами.
Первый ректор Московского института стали и сплавов (МИСиС) в 1930 году, в 1930—1931 годах возглавлял Институт по проектированию металлургических заводов (Гипромез) в Ленинграде, затем работал в аппарате НКТП, в январе-августе 1933 года руководил металлургическим заводом в Каменском.
В 1933—1937 годах — директор Магнитогорского металлургического комбината. После непродолжительной работы заместителем наркома тяжёлой промышленности, в 1938 году Завенягин возглавил начатое в 1935 году строительство Норильского горно-металлургического комбината (Норильлаг), на котором сначала работали 8 тысяч заключённых, а к концу 1939 года — свыше 19 тысяч. Первая промышленная плавка будущего НГМК состоялась 6 марта 1939 года. Завенягин был сторонником размещения полного металлургического цикла в Норильске, тогда как проект заводов ограничивал технологический цикл только выплавкой файнштейна. 29 апреля 1942 года Норильск дал первый металлический никель.
В Норильске Завенягин установил для себя и подчинённых «законы управления Завенягина»:

- Первый закон: максимальная работа в нечеловеческих обстоятельствах.
- Второй закон: спасение (в том числе собственное) — в неординарных решениях.
- Третий закон: молодость — скорее достоинство, чем недостаток.

С марта 1941 по август 1946 года Завенягин был заместителем наркома внутренних дел, с 1946 года — заместителем министра внутренних дел, осуществлял общее руководство промышленно-строительными структурами НКВД: Главным управлением лагерей горно-металлургических предприятий (в его состав входило Специальное металлургическое управление, в последующем 9-е управление МВД), Главным управлением лагерей гидростроя (Главгидрострой), Главным управлением лагерей промышленного строительства (Главпромстрой — крупнейшее строительное подразделение СССР), Дальстроем и тому подобными.
С 9 июля 1941 года — старший майор госбезопасности, с 14 февраля 1943 года — комиссар госбезопасности 3-го ранга, с 9 июля 1945 года — генерал-лейтенант.

## Атомный проект
В 1945—1953 годах Завенягин был одним из главных руководителей советского атомного проекта (член Специального комитета при СНК СССР, первый зам. начальника Первого Главного управления при СНК СССР, начальник Управления специальных институтов — реорганизованное Девятое управление МВД СССР). В зону ответственности Завенягина входил весь цикл производства ядерного топлива и зарядов, от руды до производимого в промышленных реакторах плутония.

### Создание атомной отрасли
По воспоминаниям А. П. Александрова, Завенягин вошёл в состав уранового проекта в 1943 году; в сферу его ответственности входил институт Гиредмет, где в лаборатории З. В. Ершовой в декабре 1944 года впервые в СССР был получен металлический уран.
8 декабря 1944 года постановлением ГКО № 7102 сс/ов, форсировавшим геологоразведочные работы по урану, Завенягин был назначен ответственным за поиск урана в СССР и на оккупированных территориях; для реализации поиска было развёрнуто Девятое управление НКВД.
До этого добычей урановой руды в СССР занимались Наркомцветмет (П. Ф. Ломако) и Наркомчермет (И. Ф. Тевосян), у которых А. В. Завенягин принимал производства в декабре 1944 года.
Этим же постановлением он был назначен ответственным за вопросы горно-обогатительного уранового комплекса страны. Он руководил строительством заводов в районе добычи полезных ископаемых.
После выхода Распоряжения ГКО СССР от 20 августа 1945 года № 9887сс/ов «О специальном комитете [по использованию атомной энергии] при ГКО» Завенягин был ответственным за несколько направлений работ:
- Вошёл в состав специального комитета и имел голос в решении всех вопросов, находящиеся в ведении комитета[4].
- Вошёл в состав технического совета специального комитета, который занимался вопросами научных исследований и научных установок[4].
- С момента образования (20 августа 1945 года) Первого главного управления (ПГУ) А. П. Завенягин был первым заместителем руководителя[4], курировал работу спецконтингента[5].

После постановки задач Инженерно-технического совета Специального комитета А. П. Завенягин вошёл и в его состав и отвечал за большое количество вопросов.
Основным направлением его деятельности было горное дело, он был руководителем пятой секции по проектированию и сооружению горно-металлургических предприятий, конструированию и изготовлению оборудования для них.
Другим важным направлением работы было решение кадровых вопросов: по распоряжению Л. П. Берии М. Г. Первухин, В. А. Малышев, Б. Л. Ванников и А. П. Завенягин комплектовали научными и инженерными кадрами секции совета, подбирали экспертов для решения отдельных вопросов.
Кроме этого он участвовал в выборе мест строительства заводов проектов 817 (ПО «Маяк») и 813 (Уральский электрохимический комбинат).
Под руководством Завенягина и Малышева выбирались площадки и строились заводы и города атомной промышленности — Челябинск-40, Арзамас-16, Красноярск-26, Челябинск-70 и другие (в те годы — «номерные» заводы), а также Семипалатинский ядерный полигон.
В 1945 году А. П. Завенягин вошёл в состав комиссии под руководством члена Государственного комитета обороны А. И. Микояна: председатель Госплана СССР Н. А. Вознесенский, нарком электропромышленности СССР И. Г. Кабанов, руководитель ПГУ Б. Л. Ванников, А. П. Завенягин, заместитель председателя Госплана СССР Н. А. Борисов.
Комиссии было поручено курировать обеспечение ногинского завода № 12 (сейчас ОАО «Машиностроительный завод», Электросталь) оборудованием для плавки урановой руды. Этот завод был обеспечен вакуумными высокочастотными электропечами советского производства, созданных за счёт вывоза из Германии и закупки по импорту, в этих печах выплавлялись урановые стержни для реактора Ф-1.
Организовывал строительство лаборатории А и лаборатории Г и занимался кадровыми вопросами.
В 1945 году штаб Завенягина провёл операцию по поиску и вывозу в СССР германских специалистов — металлургов, химиков и физиков: Николауса Риля, Манфреда фон Арденне, всего 70 человек в 1945 году и свыше трёхсот к 1948 году. Впоследствии именно Завенягин отвечал за работу «немецких» лабораторий. Одновременно по всей зоне советского контроля был организован поиск технологического оборудования, рудных запасов и уже добытых полуфабрикатов урана специальной комиссией под управлением П. Я. Мешика и И. К. Кикоина. Всего к середине 1946 года было найдено 220 т соединений урана в пересчёте на чистый металл (собственные запасы урана в СССР всё ещё исчислялись единицами тонн).
К середине 1946 года разведку урановых месторождений только в СССР вели 320 геологических партий. В результате, кроме уже известного Табошарского месторождения, была начата разработка месторождений соединений урана в Криворожском бассейне, Эстонии, Забайкалье, на Чукотке. В Чехии была возобновлена добыча на Яхимовских рудниках, в Саксонии начата разработка на рудниках будущего предприятия «Висмут».

### Создание атомного оружия
В июне и июле 1948 года Завенягин вместе с Курчатовым руководил ликвидацией двух аварий на первом отечественном промышленном реакторе А-1, длительное время находился в центральном (реакторном) зале и облучился.
Летом 1949 года на КБ-11 в присутствии Завенягина были изготовлены плутониевые полусферы первой в СССР ядерной бомбы.
19 августа 1949 года Завенягин был назначен ответственным за доставку изделия «РДС» из КБ-11 на Семипалатинский полигон и за окончательную сборку изделия. В ночь на 29 августа в его присутствии в центральную часть бомбы был установлен поршень нейтронного инициатора. Вскоре после испытания А. П. Завенягин выехал на автомобиле к центру взрыва, где машина застряла в образовавшейся после взрыва пыли, и назад пришлось возвращаться пешком, при этом была получена большая доза радиоактивного облучения.
За вклад в атомный проект указом от 29 октября 1949 года А. П. Завенягину было присвоено звание Героя Социалистического Труда.
В 1950-е годы Завенягин постепенно отошёл от администрирования промышленности, переключившись на координацию прикладных и фундаментальных исследований. Завенягин санкционировал проектирование и постройку первой в мире АЭС (1950), участвовал в начальных этапах строительства атомного флота. Наиболее важным оказался его вклад в выбор подходов к проектированию ядерных реакторов, в то время бывшему полем раздоров между конкурирующими группами учёных (Н. А. Доллежаль, А. П. Александров и другие).
После расстрела Л. П. Берии и арестов его ближайших сотрудников летом 1953 года Завенягин, знакомый с Н. С. Хрущёвым ещё с двадцатых годов, удержался на своём посту и при реорганизации отрасли в Министерство среднего машиностроения СССР стал вначале первым заместителем министра (В. А. Малышева), а в феврале 1955 года — министром.
За исключительные заслуги в развитии новых отраслей промышленности (за участие в создании водородной бомбы) 4 января 1954 года А. П. Завенягин награждён второй золотой медалью «Серп и Молот».
Страдал общим атеросклерозом. Скоропостижно умер вскоре после декабрьского пленума ЦК КПСС, в ночь на 31 декабря 1956 года от «паралича сердца, развившегося в результате тромбоза левой венечной артерии» (по неофициальным источникам — от лучевой болезни). Был кремирован, урна с прахом помещёна в Кремлёвской стене на Красной площади в Москве.

## Награды
- Дважды Герой Социалистического Труда (29.10.1949, 4.01.1954)
- 6 орденов Ленина (23.03.1935, 17.01.1943, 24.02.1945, 29.10.1949, 16.04.1951, 4.01.1954)
- медали

## Семья
- Супруга — Мария Никифоровна[12]. 
  - Сын — Юлий (1924—1998) — кандидат физико-математических наук. 
    - Внучка — Алиса Юльевна Завенягина (Буланова) — актриса Московского драматического театра им. М. Н. Ермоловой[13].

  - Дочь — Евгения (р. 1934).

## Память

Бюст в сквере имени А. П. Завенягина в Узловой

Бюст в Норильске

Бронзовый бюст дважды Героя Социалистического Труда А. П. Завенягина установлен в соответствии с Положением о звании Героя Социалистического Труда на его родине в городе Узловая Тульской области.
В городе Узловая Тульской области есть сквер имени А. П. Завенягина и улица Завенягина.
Улицы Завенягина в Магнитогорске (Челябинская область) и Донецке.
Мемориальная доска установлена в Москве на доме 31/29 по ул. Поварской (жилой дом Минсредмаша, объект культурного наследия).
Норильскому горно-металлургическому комбинату в 1957 году присвоено имя А. П. Завенягина.
Ледокол «Авраамий Завенягин» выполняет проводку морских судов по Енисею до порта Игарка.
Площадь и улица Завенягина в Норильске (Красноярский край).
Мраморный бюст А. П. Завенягина был установлен в 1960 году на площади его имени в Норильске. В 1993 году перенесён к зданию управления Норильского горно-металлургического комбината, а позднее — в фойе управления (ныне — главного административного здания Заполярного филиала ОАО «ГМК «Норильский никель»).
Памятная доска в Норильске на доме № 1 по улице Завенягина, поясняющая, в честь кого названа улица (1976).
Мемориальная доска установлена в 2001 году к 100-летию со дня рождения А. П. Завенягина в Норильске на здании управления горно-металлургической компании «Норильский никель» (2001).
Премия имени А. П. Завенягина учреждена в 1981 году Норильским ГМК и Таймырским окружным комитетом профсоюзов.
Проводится Всероссийский конкурс дипломных работ в области металлургии и металловедения имени Завенягина.
Экспозиции о А. П. Завенягине имеются в музеях Узловой, Магнитогорска и Норильска.

## Отражение в литературе
- Д. Алкацев, Ж. Трошев. Авраамий Завенягин. — Красноярск: Красноярское книжн. изд-во, 1975.
- М. Колпаков, В. Лебединский. Формула Завенягина. — Тула: Приокское книжн. изд-во, 1985.
- Е. А. Завенягина, А. Л. Львов. Завенягин. Личность и время. — М., МИСИС, 2006.
- М. П. Грабовский. Атомный аврал. — М.: Научная книга, 2001.
- Ф. Е. Незнанский. Выбор оружия. — М.: АСТ: Олимп, 1997. ISBN 5-7390-0434-9.

Завенягин описывается в качестве второстепенного персонажа в книге Виктора Суворова «Выбор», события в которой книги разворачиваются в СССР в 1939 году.
Предположения Александра Солженицына о Завенягине, с которым он не был знаком:

«… о нём смакуют газетчики: „легендарный строитель Норильска“! Да уж не сам ли он и камни клал? Легендарный вертухай, то верней. Сообразя, что сверху любил его Берия, а снизу очень о нём хорошо отзывался эмведешник Зиновьев, полагаем, что зверь был отменный. А иначе б ему Норильска и не построили».

Воспоминания Андрея Сахарова о Завенягине, с которым он работал над ядерным оружием:

«…Завенягин был жёсткий, решительный, чрезвычайно инициативный начальник; он очень прислушивался к мнению учёных, понимая их роль в предприятии, старался сам в чём-то разбираться, даже предлагал иногда технические решения, обычно вполне разумные. Несомненно, он был человек большого ума — и вполне сталинских убеждений. Я иногда задавался мыслью: что движет подобными людьми — честолюбие? страх? жажда деятельности, власти? убеждённость? Ответа у меня нет…»

Воспоминания венгерского писателя и журналиста Йожефа Лендела, бывшего заключенного Норильлага:

«…Я знаю Завенягина как начальника Норильска. Он был человечен, хорошо кормил; если он приходил на какое-то рабочее место, к нему мог подойти каждый и без свидетелей-охранников сказать ему все, что хотел. Одного охранника, который связал зэка и пинал ногами, осудили на полтора года тюрьмы в Норильске. В больнице зэки — понятно, что врачи-заключенные, — прекрасно лечили людей, но были и лучшие лекарства, которые непросто было достать даже в Москве. Прекрасные инженеры в никелевых шахтах и на обогатительных фабриках, в угольных шахтах, в электромастерских прекрасно работали. КПД норильской электростанции был самым высоким в Союзе. Завенягин ...был отличный человек в своем умном гуманизме…»